# Panzerzug Zawisza Czarny
Der Panzerzug Zawisza Czarny war ein improvisierter polnischer Panzerzug aus der Zeit des Polnisch-Sowjetischen Krieges von 1919.

## Geschichte
Im August 1920 wurde in Lwów ein neuer und improvisierte Panzerzug gebaut. Nachdem der Panzerzug Boruta zerstört worden war, konnte die Besatzung sich in Sicherheit bringen. Nach der Fertigstellung des neuen Panzerzuges wurde die Besatzung des ehemaligen Boruta auf diesen kommandiert, wodurch dieser ebenfalls die Nummer 13 erhielt. Die Besatzung nannte ihn von da an Zawisza Czarny und der Panzerzug wurde als Pociągi Pancerne 13 „Zawisza Czarny“ (P.P. 13, deutsch: Panzerzug 13) gelistet.

## Technische Daten

### Lokomotive

Ungepanzerte Dampflokomotive vom Typ kkStB 229

Die Dampflokomotive des Panzerzug Zawisza Czarny war eine Personenzug-Tenderlokomotive der k.k. österreichischen Staatsbahnen der Baureihe kkStB 229. Die Dampflokomotive wurde vorher beim Panzerzug Odsiecz II und beim Panzerzug Bolesław Chrobry eingesetzt. Die Dampflokomotive wurde 1917 in der Lokomotivfabrik Krauss & Comp. Linz mit der Seriennummer KrLi 7211/1917 hergestellt. Zwischen 1917 und 1918 wurde die Lokomotive bei den k.k. österreichischen Staatsbahnen mit der Betriebsnummer 229.235 eingesetzt und erhielt nach dem Ersten Weltkrieg und der Übergabe an Polen die Bezeichnung OKl12-22.

### Artilleriewagen
Der Panzerzug Zawisza Czarny verfügte über zwei Artilleriewagen. Diese waren mit je einer österreichischen 8-cm-Kanone ausgerüstet.

### Maschinengewehrwagen
Maschinengewehrwagen

### Abstoßwagen
An beiden Enden des Zuges befanden sich jeweils ein zweiachsiger Flachwagen, welche als Abstoßwagen dienten. Sie dienten dazu, den Panzerzug vor Minen oder Entgleisung zu schützen und Gefahren vor den wichtigen Wagen zu beseitigen. Zusätzlich dienten sie zum Transport von Material wie Schienen, Bahnschwellen, Fahrrädern oder sonstigem Material.

## Einsatz
Ab dem 11. September 1920 gehörte der Panzerzug Zawisza Czarny zur polnischen 2. Armee, zusammen mit dem Panzerzug Poznańczyk, dem Panzerzug Paderewski und dem Panzerzug Pierwszy Marszałek. Informationen über den Einsatz des Panzerzuges sind nicht vorhanden.

## Zugpersonal
- Zugkommandant Hauptmann Tadeusz Łysakowski[3]
- Infanteriekommandeur Oberleutnant Kazimierz Schleyen[3]
- Sanitätsoffizier Oberleutnant Henryk Liebfeld[3]
- Personaloffizier Leutnant Aleksander Karczewski[3]
- Oberleutnant Josef Konik[3]
- Oberleutnant Casimir Zuber[3]
- Leutnant Zygmunt Rama[3]